# ستيوارت دونكان
ستيوارت دونكان (15 يوليو 1906 في نيوزيلندا - 2 يوليو 1971) (بالإنجليزية: Stuart Duncan)‏ هو لاعب كريكت نيوزلندي.

## وصلات خارجية
- ستيوارت دونكان على موقع إي آس بي آن كريك إنفو (الإنجليزية)